# Liste von Bergwerken im Landkreis Neuwied

Verbandsgemeinden im Landkreis Neuwied.

Die Liste von Bergwerken im Landkreis Neuwied umfasst Bergwerke im Landkreis Neuwied, Rheinland-Pfalz.

## Liste

### Verbandsgemeinde Asbach
| Name              | Ort                              | Revier | Beginn  | Ende | Bodenschatz               | Anmerkungen                                              | Lage |
| ----------------- | -------------------------------- | ------ | ------- | ---- | ------------------------- | -------------------------------------------------------- | ---- |
| Anton             | Buchholz-Krautscheid             | Wied   |         |      |                           | Mutungsfeld                                              |      |
| Anxbach           | Neustadt (Wied)-Sankt Katharinen | Wied   | 18. Jh. | 1960 | Eisen, Kupfer, Blei       | Versuchsbetrieb; 430 m Teufe; 100 Belegschaftsmitglieder | ⊙    |
| Bratwurst         | Buchholz-Krautscheid             | Wied   |         |      |                           | Mutungsfeld                                              |      |
| Daniel            | Buchholz-Krautscheid             | Wied   |         |      |                           | Mutungsfeld                                              |      |
| Ferdinand         | Neustadt-Fernthal                | Wied   |         | 1924 | Eisenerz                  | vorher Grübbelsberg                                      | ⊙    |
| Heinrich          | Buchholz-Krautscheid             | Wied   |         |      |                           | Mutungsfeld                                              |      |
| Hermannsseifen    | Sankt Katharinen                 | Wied   |         |      |                           |                                                          | ⊙    |
| Louise            | Buchholz-Krautscheid             | Wied   |         |      | Eisen, Blei, Zink, Kupfer | Schacht                                                  | ⊙    |
| Oskar             | Neustadt-Sankt Katharinen        | Wied   |         |      | Eisen                     | [ 5 ]                                                    |      |
| Petrus            | Buchholz-Krautscheid             | Wied   |         |      |                           | Mutungsfeld                                              |      |
| Rother Adler      | Buchholz-Krautscheid             | Wied   |         |      |                           | Mutungsfeld                                              |      |
| Silberkaul        | Windhagen-Günterscheid           | Wied   |         |      |                           | Mutungsfeld                                              | ⊙    |
| Tongrube Melsbach | Melsbach                         | Wied   | 18. Jh. | 1990 | Ton, Braunkohle           | unterirdischer Abbau (bis 90 m Teufe)                    | ⊙    |

### Verbandsgemeinde Bad Hönningen
| Name            | Ort                        | Revier | Beginn     | Ende | Bodenschatz         | Anmerkungen                   | Lage |
| --------------- | -------------------------- | ------ | ---------- | ---- | ------------------- | ----------------------------- | ---- |
| Alwine          | Rheinbrohl                 | Wied   | 1913 (vor) |      | Eisen               | [ 6 ]                         |      |
| Berggeist       | Rheinbrohl                 | Wied   | 1913 (vor) |      | Eisen               | Mutung                        |      |
| Bertram         | Rheinbrohl                 | Wied   | 1913 (vor) |      | Eisen               | [ 6 ]                         |      |
| Berzelius       | Rheinbrohl                 | Wied   | 1913 (vor) |      | Eisen               | [ 6 ]                         |      |
| Beschert Glück  | Bad Hönningen / Rheinbrohl | Wied   |            |      | Eisen, Kupfer       | [ 7 ]                         |      |
| Dinnedahl       | Rheinbrohl                 | Wied   | 1913 (vor) |      | Eisen, Kupfer       | [ 6 ]                         | ⊙    |
| Drückschen      | Rheinbrohl                 | Wied   |            |      |                     |                               | ⊙    |
| Engelbert I     | Bad Hönningen / Rheinbrohl | Wied   | 1913 (vor) |      | Eisen               | Stollen mit mind. 100 m Länge |      |
| Engelbert II    | Rheinbrohl                 | Wied   | 1913 (vor) |      | Eisen               | [ 6 ]                         |      |
| Engelbert III   | Rheinbrohl                 | Wied   | 1913 (vor) |      | Eisen               | [ 6 ]                         |      |
| Engelbert IV    | Rheinbrohl                 | Wied   | 1913 (vor) |      | Eisen               | [ 6 ]                         |      |
| Engelbert V     | Rheinbrohl                 | Wied   | 1913 (vor) |      | Eisen               | [ 6 ]                         |      |
| Engelbert VIII  | Rheinbrohl                 | Wied   | 1913 (vor) |      | Eisen               | [ 6 ]                         |      |
| Engelbert XI    | Rheinbrohl                 | Wied   | 1913 (vor) |      | Eisen               | [ 6 ]                         |      |
| Engelbert XII   | Rheinbrohl                 | Wied   | 1913 (vor) |      | Eisen               | [ 6 ]                         |      |
| Engelbert XIII  | Bad Hönningen / Rheinbrohl | Wied   | 1913 (vor) |      | Eisen               | [ 6 ]                         |      |
| Engelbert XIV   | Rheinbrohl                 | Wied   | 1913 (vor) |      | Eisen               | [ 6 ]                         |      |
| Engelbert XV    | Rheinbrohl                 | Wied   | 1913 (vor) |      | Eisen               | [ 6 ]                         |      |
| Engelbert XVI   | Rheinbrohl                 | Wied   | 1913 (vor) |      | Eisen               | [ 6 ]                         |      |
| Engelbert XVII  | Rheinbrohl                 | Wied   | 1913 (vor) |      | Eisen               | [ 6 ]                         |      |
| Engelbert 37    | Bad Hönningen              | Wied   | 1913 (vor) |      | Eisen               | [ 6 ]                         |      |
| Engelbert 38    | Bad Hönningen              | Wied   | 1913 (vor) |      | Eisen               | [ 6 ]                         |      |
| Engelbert 39    | Bad Hönningen              | Wied   | 1913 (vor) |      | Eisen               | [ 6 ]                         |      |
| Engelbert 40    | Bad Hönningen              | Wied   | 1913 (vor) |      | Eisen               | [ 6 ]                         |      |
| Engelbert 48    | Bad Hönningen              | Wied   | 1913 (vor) |      | Eisen               | [ 6 ]                         |      |
| Eugenia         | Rheinbrohl                 | Wied   |            |      | Eisen, Kupfer       | [ 7 ]                         |      |
| Ewald           | Rheinbrohl                 | Wied   | 1913 (vor) |      | Eisen               | [ 6 ]                         |      |
| Felsenmann      | Bad Hönningen              | Wied   | 1913 (vor) |      | Eisen               | Konsolidation                 |      |
| Glücksburg      | Rheinbrohl                 | Wied   | 1913 (vor) |      | Eisen, Kupfer       | [ 6 ] [ 7 ]                   |      |
| Goldkaule       | Rheinbrohl                 | Wied   |            |      |                     |                               | ⊙    |
| Gustav          | Rheinbrohl                 | Wied   | 1913 (vor) |      | Eisen, Kupfer       | [ 6 ]                         |      |
| Gustav          | Bremscheid (Hausen)        | Wied   | 1913 (vor) |      | Eisen               | [ 6 ]                         |      |
| Juli            | Rheinbrohl                 | Wied   | 1913 (vor) |      | Eisen               | [ 6 ]                         |      |
| Lena            | Leutesdorf                 | Wied   |            |      |                     |                               | ⊙    |
| Leo             | Leutesdorf                 | Wied   |            |      |                     |                               | ⊙    |
| Mahlberg        | Bad Hönningen              | Wied   | 1913 (vor) |      | Eisen, Kupfer       | Mutung bei Mahlberg           |      |
| Maitrank        | Rheinbrohl                 | Wied   | 1913 (vor) |      | Eisen               | Mutung                        |      |
| Mechthildis     | Rheinbrohl                 | Wied   | 1913 (vor) |      | Eisen, Kupfer, Blei | [ 6 ]                         |      |
| Rhein XII       | Rheinbrohl                 | Wied   | 1913 (vor) |      | Eisen               | [ 6 ]                         |      |
| Rhein XIII      | Rheinbrohl                 | Wied   | 1913 (vor) |      | Eisen               | [ 6 ]                         |      |
| Ronettee        | Rheinbrohl                 | Wied   | 1913 (vor) |      | Eisen, Kupfer       | [ 6 ] [ 7 ]                   |      |
| Rosa            | Bad Hönningen / Rheinbrohl | Wied   |            |      | Eisen, Kupfer       | [ 7 ]                         |      |
| Schöne Aussicht | Rheinbrohl                 | Wied   |            |      |                     |                               | ⊙    |
| Siegmund        | Bad Hönningen / Rheinbrohl | Wied   |            |      | Eisen, Kupfer       | [ 7 ]                         |      |
| Sonderling      | Bad Hönningen / Rheinbrohl | Wied   | 1913 (vor) |      | Eisen               | Mutung                        |      |
| St. Gotthard    | Bad Hönningen / Rheinbrohl | Wied   |            |      | Eisen, Kupfer       | [ 7 ]                         |      |
| St. Helena      | Rheinbrohl                 | Wied   | 1913 (vor) |      | Eisen               | [ 6 ]                         |      |
| Strauß          | Rheinbrohl                 | Wied   | 1913 (vor) |      | Eisen               | Mutung                        |      |
| Tivoli          | Rheinbrohl                 | Wied   | 1913 (vor) |      | Eisen               | Mutung                        |      |
| Trimm           | Rheinbrohl                 | Wied   | 1913 (vor) |      | Eisen               | Konsolidation bei Mahlberg    |      |
| Übergönne       | Rheinbrohl                 | Wied   | 1913 (vor) |      | Eisen, Blei, Kupfer | [ 6 ]                         | ⊙    |
| Zankapfel       | Rheinbrohl                 | Wied   | 1913 (vor) |      | Eisen               | Mutung                        |      |

### Verbandsgemeinde Dierdorf
| Name             | Ort                                       | Revier | Beginn     | Ende | Bodenschatz                | Anmerkungen                                    | Lage |
| ---------------- | ----------------------------------------- | ------ | ---------- | ---- | -------------------------- | ---------------------------------------------- | ---- |
| Achtung          | Großmaischeid                             | Wied   |            |      | Eisen                      | [ 8 ]                                          |      |
| Bertha           | Isenburg                                  | Wied   |            |      | Schiefer                   |                                                |      |
| Carolus          | Isenburg                                  | Wied   |            |      | Eisen, Schwefelkies        |                                                |      |
| Caspari          | Großmaischeid                             | Wied   |            |      | Blei, Kupfer               | beim Grasbergerhof                             |      |
| Caspers I        | Stebach / Gierschhofen                    | Wied   |            |      | Baunkohle                  | beim roten Hof                                 |      |
| Caspers II       | Großmalscheid / Gierschhofen              | Wied   |            |      | Baunkohle                  | beim roten Hof                                 |      |
| Constantin       | Isenburg/Großmaischeid                    | Wied   | 1864       | 1877 | Schiefer                   | am Ortsausgang Richtung Kleinmaischeid gelegen |      |
| Daniel           | Brückrachdorf                             | Wied   |            |      | Eisen                      | [ 8 ]                                          |      |
| Demetrius        | Kleinmaischeid / Großmaischeid            | Wied   |            |      | Eisen                      | [ 8 ]                                          |      |
| Demiette         | Isenburg                                  | Wied   |            |      | Schiefer                   | [ 8 ]                                          |      |
| Dernbach         | Dierdorf / Dernbach                       | Wied   |            |      | Eisen                      | Konsolidation                                  |      |
| Dierdorf         | Dierdorf-Gierschhofen                     | Wied   |            |      | Eisen                      | Konsolidation                                  |      |
| Dierdorfia       | Dierdorf / Brückenrachdorf                | Wied   |            |      | Eisen                      | [ 8 ]                                          |      |
| Eduard           | Kleinmaischeid / Großmaischeid            | Wied   |            |      | Eisen                      | [ 8 ]                                          |      |
| Emma             | Brückrachdorf                             | Wied   |            |      | Eisen                      | [ 8 ]                                          |      |
| Florian          | Dierdorf                                  | Wied   |            |      | Eisen                      | [ 8 ]                                          |      |
| Georgsgrube      | Gierschhofen / Großmaischeid              | Wied   |            |      | Braunkohle                 | [ 8 ] [ 9 ]                                    | ⊙    |
| Giershofen       | Dierdorf-Gierschhofen                     | Wied   |            |      | Eisen                      | Konsolidation                                  |      |
| Haniel           | Brückrachdorf                             | Wied   |            |      | ?                          |                                                | ⊙    |
| Hausenborn       | Isenburg                                  | Wied   | 1855-04-01 |      | Eisen                      | [ 3 ]                                          |      |
| Henriette        | Isenburg                                  | Wied   |            |      | Schiefer                   |                                                |      |
| Hugo I           | Gierschhofen                              | Wied   |            |      | Braunkohle                 | [ 8 ]                                          |      |
| Hugo II          | Gierschhofen                              | Wied   |            |      | Braunkohle                 | [ 8 ]                                          |      |
| Iserthal         | Isenburg                                  | Wied   | 1861       | 1922 | Schiefer                   |                                                |      |
| Kamerun          | Gierschhofen / Großmaischeid              | Wied   |            |      | Braunkohle                 | [ 8 ]                                          |      |
| Kill             | Großmaischeid                             | Wied   |            |      | Blei, Zink, Kupfer, Silber | [ 8 ]                                          |      |
| Landesgrenze     | Stebach                                   | Wied   |            |      | Eisen                      | Konsolidation                                  |      |
| Ludwig I         | Isenburg                                  | Wied   | 1855-04-01 |      | Eisen                      | [ 3 ]                                          | ⊙    |
| Marianne         | Isenburg                                  | Wied   |            |      | Schiefer                   |                                                |      |
| Marienzeche      | Großmaischeid                             | Wied   |            |      | Blei, Kupfer               | [ 8 ]                                          |      |
| Märzberg         | Großmaischeid / Gierschhofen              | Wied   |            |      | Braunkohle                 | [ 8 ]                                          |      |
| Mit Gott 2       | Kleinmaischeid / Dierdorf                 | Wied   |            |      | Eisen                      | [ 8 ]                                          |      |
| Mit Gott 3       | Kleinmaischeid / Dierdorf                 | Wied   |            |      | Eisen                      | [ 8 ]                                          |      |
| Mit Gott 4       | Kleinmaischeid / Dierdorf                 | Wied   |            |      | Eisen                      | [ 8 ]                                          | ⊙    |
| Mit Gott 5       | Großmaischeid                             | Wied   |            |      | Eisen                      | [ 8 ]                                          |      |
| Mit Gott 12      | Brückrachdorf                             | Wied   |            |      | Eisen                      | [ 8 ]                                          |      |
| Mit Gott 13      | Gierschhofen                              | Wied   |            |      | Eisen                      | [ 8 ]                                          |      |
| Mit Gott 16      | Großmaischeid                             | Wied   |            |      | Eisen                      | Stollen                                        |      |
| Mit Gott 18      | Großmaischeid / Kausen                    | Wied   |            |      | Eisen                      | [ 8 ]                                          |      |
| Mit Gott 19      | Großmaischeid-Kausen                      | Wied   |            |      | Eisen                      | [ 8 ]                                          |      |
| Mit Gott 21      | Isenburg                                  | Wied   |            |      | Eisen                      | [ 8 ]                                          |      |
| Mit Gott 23      | Großmalscheid / Dierdorf                  | Wied   |            |      | Eisen                      | [ 8 ]                                          |      |
| Mit Gott 29      | Kleinmaischeid / Großmaischeid            | Wied   | 1856       | 1865 | Eisen                      | im Distrikt Ginsterthal gelegen                |      |
| Mit Gott 31      | Großmaischeid                             | Wied   |            |      | Eisen                      | [ 8 ]                                          |      |
| Mit Gott 33      | Dierdorf                                  | Wied   |            |      | Eisen                      | [ 8 ]                                          |      |
| Mit Gott 34      | Großmaischeid                             | Wied   |            |      | Eisen                      | [ 8 ]                                          |      |
| Mit Gott 38      | Stebach / Großmaischeid / Kausen          | Wied   |            |      | Eisen                      | [ 8 ]                                          |      |
| Mit Gott 50      | Stebach                                   | Wied   |            |      | Eisen                      | [ 8 ]                                          |      |
| Mit Gott 52      | Kleinmaischeid                            | Wied   |            |      | Eisen                      | [ 8 ]                                          |      |
| Nauroth VII      | Großmaischeid                             | Wied   |            |      | Eisen                      | [ 8 ]                                          |      |
| Prangenberg      | Dierdorf-Elgert                           | Wied   |            |      | Eisen                      | [ 3 ]                                          | ⊙    |
| Schalk 26        | Brückrachdorf                             | Wied   |            |      | Eisen                      | [ 8 ]                                          |      |
| Stebach          | Stebach                                   | Wied   |            |      | Eisen                      | Konsolidation                                  |      |
| Stephan          | Großmaischeid                             | Wied   |            |      | Blei, Kupfer               | östl. Grasbergerhof                            |      |
| Triangel         | Großmaischeid                             | Wied   |            |      | Eisen                      | [ 8 ]                                          |      |
| Unverhofftglück  | Großmaischeid                             | Wied   |            |      | Braunkohle                 | [ 8 ]                                          |      |
| Wienau           | Dierdorf / Brückenrachdorf / Gierschhofen | Wied   |            |      | Eisen                      | Konsolidation                                  |      |
| Wilhelminenglück | Großmaischeid                             | Wied   |            |      | Braunkohle                 | [ 8 ]                                          |      |
| Wilhelmsthal     | Stebach / Großmaischeid                   | Wied   |            |      | Braunkohle                 | [ 8 ]                                          |      |
| Zufälligglück    | Großmaischeid                             | Wied   |            |      | Braunkohle                 | [ 8 ]                                          |      |

### Verbandsgemeinde Linz am Rhein
| Name        | Ort                     | Revier      | Beginn | Ende | Bodenschatz | Anmerkungen | Lage |
| ----------- | ----------------------- | ----------- | ------ | ---- | ----------- | --- | ---- |
| Aurora      | Obererl                 | Brühl-Unkel |        |      | Kupfer?     | [ 10 ] |      |
| Aurora      | Obererl ?               | Brühl-Unkel |        |      | Kupfer      | südlich von Clemenslust gelegen                                                                                                |      |
| Clemenslust | Linz am Rhein-Kretzhaus | Brühl-Unkel | 1853   | 1875 | Kupfer      | Maschinenschacht; im oberen Kasbachtal westl. von Kalenborn; Förderung 1859 - 638 Ctr. , 1862 - 10.840 Ctr. 1874 - 23.379 Ctr. | ⊙    |
| Minderberg  | Obererl                 | Brühl-Unkel |        |      | Kupfer?     | [ 13 ] |      |
| Venus       | Obererl                 | Brühl-Unkel |        |      | Kupfer      | südlich von Clemenslust gelegen                                                                                                | ⊙    |

### Verbandsgemeinde Puderbach
| Name               | Ort                                | Revier | Beginn     | Ende       | Bodenschatz                        | Anmerkungen | Lage |
| ------------------ | ---------------------------------- | ------ | ---------- | ---------- | ---------------------------------- | --- | ---- |
| Alexis             | Urbach-Kirchdorf / Muscheid        | Wied   |            |            | Eisen                              | [ 15 ] |      |
| Alfred             | Linkenbach                         | Wied   |            |            | Eisen                              | [ 15 ] |      |
| Altona             | Linkenbach                         | Wied   |            |            | Eisen                              | [ 15 ] |      |
| Apollo             | Puderbach-Raubach                  | Wied   |            |            | Eisen, Blei, Antimon               | Versuchsbergwerk | ⊙    |
| Bauscheid I        | Döttesfeld-Bauscheid / Breitscheid | Wied   |            |            | Eisen                              | [ 17 ] |      |
| Bauscheid II       | Bauscheid / Breitscheid            | Wied   |            |            | Eisen                              | [ 17 ] |      |
| Bauscheid III      | Bauscheid                          | Wied   |            |            | Eisen                              | [ 17 ] |      |
| Bauscheid IV       | Bauscheid                          | Wied   |            |            | Eisen                              | [ 17 ] |      |
| Bauscheid V        | Bauscheid                          | Wied   |            |            | Eisen                              | [ 17 ] |      |
| Bauscheid VI       | Bauscheid                          | Wied   |            |            | Eisen                              | [ 17 ] |      |
| Bauscheid VII      | Bauscheid                          | Wied   |            |            | Eisen                              | [ 17 ] |      |
| Bauscheid VIII     | Bauscheid                          | Wied   |            |            | Eisen                              | [ 17 ] |      |
| Bauscheid IX       | Bauscheid                          | Wied   |            |            | Eisen                              | [ 17 ] |      |
| Bauscheid X        | Bauscheid                          | Wied   |            |            | Eisen                              | [ 17 ] |      |
| Bauscheid XI       | Bauscheid                          | Wied   |            |            | Eisen                              | [ 17 ] |      |
| Bauscheid XII      | Bauscheid                          | Wied   |            |            | Eisen                              | [ 17 ] |      |
| Bauscheid XIII     | Bauscheid                          | Wied   |            |            | Eisen                              | [ 17 ] |      |
| Bauscheid XIV      | Bauscheid                          | Wied   |            |            | Eisen                              | [ 17 ] |      |
| Biedenkopf         | Breitscheid                        | Wied   |            |            | Eisen                              | [ 17 ] |      |
| Carlssegen         | Muscheid                           | Wied   |            |            | Eisen                              | Stollen | ⊙    |
| Collmar II         | Döttesfeld                         | Wied   |            |            | Eisen                              | [ 17 ] |      |
| Deutschland        | Döttesfeld                         | Wied   |            |            | Eisen                              | [ 17 ] |      |
| Döttesfeld         | Döttesfeld                         | Wied   |            |            | Eisen                              | Konsolidation |      |
| Eintracht          | Reichenstein                       | Wied   |            |            | Blei, Eisen                        | Fortsetzung des Erzgangs der Grube Sorgenvoll; markscheidet mit Reichensteinerberg                                                                            |      |
| Eisenkaule         | Raubach                            | Wied   |            |            |                                    | | ⊙    |
| Emma Sophie        | Döttesfeld / Eichen                | Wied   |            |            | Eisen                              | [ 17 ] |      |
| Fortuna            | Raubach                            | Wied   |            |            | Blei                               | |      |
| Franziska          | Linkenbach                         | Wied   |            |            | Schiefer                           | Stollen | ⊙    |
| Friede             | Döttesfeld                         | Wied   |            |            | Eisen                              | [ 17 ] |      |
| Gambrinus          | Muscheid                           | Wied   |            |            | Eisen                              | [ 15 ] |      |
| Gute Hoffnung      | Linkenbach                         | Wied   |            |            | Eisen                              | Oberer Stollen; Tiefer Stollen | ⊙    |
| Hannover I         | Muscheid                           | Wied   |            |            | Eisen                              | [ 15 ] |      |
| Helene             | Linkenbach                         | Wied   |            |            | Eisen                              | [ 15 ] |      |
| Iris               | Raubach / Reichenstein             | Wied   | 1866-04-26 | 1869       | Kupfer                             | Maschinenschacht (Richtschacht) mit 30 m Teufe; Stollen mit 105 m Länge; Lage ca. 1 km südwestlich vom Bahnhof Raubach; Förderung 1866/67 34 Zentner Kufererz | ⊙    |
| Johann             | Döttesfeld-Oberähren               | Wied   |            |            | Eisen                              | [ 17 ] |      |
| Johannesberg       | Dürrholz-Werlenbach                | Wied   |            |            |                                    | | ⊙    |
| Kampf              | Linkenbach                         | Wied   |            |            | Eisen                              | [ 15 ] |      |
| Krone              | Döttesfeld                         | Wied   |            |            | Eisen                              | [ 17 ] |      |
| Kronprinz I        | Linkenbach                         | Wied   |            |            | Eisen                              | [ 15 ] |      |
| Linkenbach         | Linkenbach                         | Wied   |            |            | Eisen                              | Konsolidation |      |
| Linkenbach IV      | Muscheid                           | Wied   |            |            | Eisen                              | [ 15 ] |      |
| Mexico             | Muscheid                           | Wied   |            |            | Eisen                              | [ 15 ] |      |
| Mit Gott 8         | Linkenbach                         | Wied   |            |            | Eisen                              | [ 15 ] |      |
| Mühlenseifen       | Muscheid                           | Wied   |            |            | Eisen, Kupfer, Blei                | [ 17 ] | ⊙    |
| Muscheid I         | Muscheid                           | Wied   |            |            | Eisen                              | [ 17 ] |      |
| Muscheid II        | Muscheid                           | Wied   |            |            | Eisen                              | [ 17 ] |      |
| Muscheid III       | Muscheid                           | Wied   |            |            | Eisen                              | [ 17 ] |      |
| Muscheid IV        | Muscheid                           | Wied   |            |            | Eisen                              | [ 15 ] |      |
| Muscheid V         | Muscheid                           | Wied   |            |            | Eisen                              | [ 15 ] [ 17 ] |      |
| Muscheid VI        | Muscheid                           | Wied   |            |            | Eisen                              | [ 15 ] |      |
| Muscheid VIII      | Muscheid                           | Wied   |            |            | Eisen                              | [ 17 ] |      |
| Muscheid IX        | Muscheid                           | Wied   |            |            | Eisen                              | [ 17 ] |      |
| Petersberg         | Werlenbach                         | Wied   |            |            | Eisen, Kupfer, Blei                | Stollen | ⊙    |
| Pius               | Linkenbach                         | Wied   |            |            | Eisen                              | [ 15 ] |      |
| Pommern            | Döttesfeld-Oberähren               | Wied   |            |            | Eisen                              | [ 17 ] |      |
| Reichensteinerberg | Reichenstein / Döttesfeld          | Wied   | 1714       | 1936-08-06 | Eisen, Blei, Kupfer, Antimon, Zink | Versuchsbergwerk; am Holzbach 2 km nordwestlich von Puderbach; 3 Stollen, Blindschacht (603 m tief); 1929 - 228 Bergleute; Förderung: 507.924 t Eisenerz      | ⊙    |
| Rheinland          | Döttesfeld                         | Wied   |            |            | Eisen                              | [ 17 ] |      |
| Schlauberger       | Niederwammbach                     | Wied   |            |            |                                    | | ⊙    |
| Sorgenvoll         | Raubach / Reichenstein             | Wied   | 1869-05-18 |            | Kupfer                             | Fortsetzung des Erzgangs der Grube Iris |      |
| Thalia             | Niederwammbach                     | Wied   |            |            |                                    | | ⊙    |
| Theodor            | Raubach                            | Wied   |            |            | Blei                               | |      |
| Westfahlen         | Linkenbach                         | Wied   |            |            | Eisen                              | [ 15 ] |      |
| Wilhelm-Florentine | Reichenstein                       | Wied   |            |            | Eisen, Blei, Kupfer, Antimon       | 2 km nordwestlich von Puderbach | ⊙    |

### Verbandsgemeinde Rengsdorf-Waldbreitbach
| Name            | Ort                                     | Revier | Beginn     | Ende                 | Bodenschatz                        | Anmerkungen | Lage | Bild |
| --------------- | --------------------------------------- | ------ | ---------- | -------------------- | ---------------------------------- | --- | ---- | ---- |
| Albrecht        | Gierend / Oberhümmerich / Oberhonnefeld | Wied   |            |                      | Eisen                              | Konsolidation (sehr großes Konsolidationsfeld) |      |      |
| Alexander       | Niederhonnefeld                         | Wied   | 1833 (vor) | 1877-07-03           | Eisen, Kupfer                      | Oberer Stollen; Tiefer Stollen auf 300 müNN; 1859 Konsolidation mit Alexander zu Louisenglück | ⊙    |      |
| Ambrosius       | Niederhonnefeld                         | Wied   |            |                      | Eisen, Kupfer                      | [ 15 ] |      |      |
| Anna I          | Thalhausen                              | Wied   |            |                      | Eisen                              | |      |      |
| Anna II         | Thalhausen                              | Wied   |            |                      | Eisen                              | |      |      |
| Anna III        | Thalhausen                              | Wied   |            |                      | Eisen                              | |      |      |
| Anna IV         | Thalhausen                              | Wied   |            |                      | Eisen                              | |      |      |
| Anna V          | Thalhausen                              | Wied   |            |                      | Eisen                              | |      |      |
| Anna 10         | Thalhausen / Kleinmaischeid             | Wied   |            |                      | Eisen                              | |      |      |
| Anna 11         | Thalhausen / Kleinmaischeid             | Wied   |            |                      | Eisen                              | |      |      |
| Anna 12         | Thalhausen                              | Wied   |            |                      | Eisen                              | |      |      |
| Anna 13         | Thalhausen / Kleinmaischeid             | Wied   |            |                      | Eisen                              | |      |      |
| Anna 14         | Thalhausen / Kleinmaischeid             | Wied   |            |                      | Eisen                              | |      |      |
| Anna 15         | Thalhausen / Kleinmaischeid             | Wied   |            |                      | Eisen                              | |      |      |
| Apollyon        | Oberhonnefeld                           | Wied   |            |                      | Eisen, Kupfer                      | [ 15 ] |      |      |
| Bergmannsfreude | Niederhümmerich                         | Wied   |            |                      | Eisen                              | [ 15 ] |      |      |
| Bitzchen        | Oberhümmerich                           | Wied   |            |                      | Eisen                              | am Hümmerich |      |      |
| Blücher         | Niederhonnefeld                         | Wied   |            | Blei, Zink, Schwefel | [ 15 ]                             | |      |      |
| Briestert       | Niederhonnefeld                         | Wied   |            |                      |                                    | |      | ⊙    |
| Carl            | Bremscheid (Hausen)                     | Wied   | 1913 (vor) |                      | Eisen                              | [ 6 ] |      |      |
| Candis          | Niederhonnefeld                         | Wied   |            |                      | Eisen                              | [ 15 ] |      |      |
| Caroline I      | Oberhonnefeld                           | Wied   |            |                      | Eisen                              | [ 15 ] |      |      |
| David           | Niederhonnefeld                         | Wied   |            |                      | Eisen                              | Oberer Stollen; Tiefer Stollen | ⊙    |      |
| Dragomann       | Niederhümmerich                         | Wied   |            |                      | Eisen                              | Konsolidation |      |      |
| Emma V          | Niederhonnefeld                         | Wied   |            |                      | Eisen                              | [ 15 ] |      |      |
| Eunemia         | Oberhonnefeld                           | Wied   |            |                      | Eisen                              | [ 15 ] |      |      |
| Fischer         | Niederhonnefeld                         | Wied   |            |                      | Eisen                              | [ 15 ] |      |      |
| Fischer I       | Niederhonnefeld                         | Wied   |            |                      | Eisen                              | [ 15 ] |      |      |
| Fischer II      | Niederhonnefeld                         | Wied   |            |                      | Eisen                              | [ 15 ] |      |      |
| Großfürst       | Niederhonnefeld                         | Wied   |            |                      | Eisen                              | [ 15 ] |      |      |
| Girmscheid      | Gierend                                 | Wied   | 1803       | 1925                 | Eisen, Kupfer                      | am 1.11.1808 verliehen; westl. Fortsetzung der Gänge der Grube Georg; Tagesschacht; 1803 Oberer Stollen am westl. Abhang zum Gierenden Seifen (mind. 50 m lang, auf 377,675 m üNN); Mittlerer Stollen (Kohlseifer Stollen, mind. 126 m lang, 343 m üNN); Tiefer Stollen (343 m üNN); 1850 Tiefster Stollen aus dem Gierscheider Seifen (Christian-Stollen, mind. 150 m lang, 313,42 m üNN); 1890 Übernahme durch Firma Krupp und Förderung über Georgschacht; 1926 zu Georg | ⊙    |      |
| Girmscheid 1    | Gierend                                 | Wied   |            |                      | Eisen                              | [ 15 ] |      |      |
| Girmscheid 2    | Gierend                                 | Wied   | 1908-11-01 |                      | Eisen                              | verliehen am 22.3.1909; |      |      |
| Girmscheid 3    | Gierend                                 | Wied   | 1908-11-01 |                      | Eisen                              | verliehen am 22.3.1909; |      |      |
| Girmscheid 4    | Gierend                                 | Wied   | 1908-11-01 |                      | Eisen                              | Kohlseifenstollen im Grubenfeld; verliehen am 22.3.1909; |      |      |
| Girmscheid 5    | Gierend                                 | Wied   | 1908-11-01 |                      | Eisen                              | verliehen am 22.3.1909; |      |      |
| Glücksanfang    | Oberhümmerich                           | Wied   |            |                      | Eisen, Kupfer                      | [ 15 ] |      |      |
| Gustav          | Bremscheid (Hausen)                     | Wied   | 1913 (vor) |                      | Eisen                              | [ 6 ] |      |      |
| Heiligenstock   | Niederhonnefeld                         | Wied   |            |                      | Eisen                              | [ 15 ] |      |      |
| Hermann         | Bremscheid (Hausen)                     | Wied   | 1913 (vor) |                      | Eisen                              | [ 6 ] |      |      |
| Johannesberg    | Niederhonnefeld                         | Wied   |            |                      | Eisen                              | [ 15 ] |      | ⊙    |
| Julie I         | Oberhonnefeld                           | Wied   |            |                      | Eisen, Kupfer                      | [ 15 ] |      | ⊙    |
| Katzenschleife  | Waldbreitbach                           | Wied   |            |                      | Eisen                              | [ 26 ] [ 3 ] |      |      |
| Kohlseifen      | Oberhonnefeld                           | Wied   |            |                      | Eisen                              | Stollen (im Grubenfeld Girmscheid 1, mind. 126 m lang auf 343 m üNN) |      |      |
| Königin         | Niederhonnefeld                         | Wied   |            |                      | Eisen                              | [ 15 ] |      |      |
| Kronprinz       | Niederhonnefeld                         | Wied   |            |                      | Eisen                              | [ 15 ] |      |      |
| Lepus           | Niederhonnefeld                         | Wied   |            |                      | Eisen                              | [ 15 ] |      |      |
| Lepus I         | Niederhonnefeld                         | Wied   |            |                      | Eisen                              | [ 15 ] |      |      |
| Louisenglück    | Straßenhaus-Niederhonnefeld             | Wied   | 16. Jh.    | 1877-07-03           | Eisen, Kupfer                      | 1 km nw von Niederhonnefeld; Stollen; 1859 Konsolidation mit Alexander; 1866: 46 Arbeiter | ⊙    |      |
| Lückestall      | Niederhonnefeld                         | Wied   |            |                      | Eisen                              | [ 15 ] |      |      |
| Margaretha I    | Ellingen                                | Wied   |            |                      | Eisen                              | [ 15 ] |      |      |
| Margaretha II   | Ellingen                                | Wied   |            |                      | Eisen                              | [ 15 ] |      |      |
| Margaretha V    | Ellingen / Niederhonnefeld              | Wied   |            |                      | Eisen                              | [ 15 ] |      |      |
| Merk            | Oberhonnefeld                           | Wied   |            |                      | Eisen                              | [ 15 ] |      |      |
| Mit Gott 6      | Oberraden                               | Wied   |            |                      | Eisen                              | [ 15 ] |      |      |
| Mit Gott 7      | Oberraden                               | Wied   |            |                      | Eisen                              | [ 15 ] |      |      |
| Neue Aussicht   | Niederhonnefeld                         | Wied   |            |                      | Eisen                              | [ 15 ] |      |      |
| Oberraden       | Oberraden                               | Wied   |            |                      | Eisen                              | Konsolidation |      |      |
| Paulus          | Oberhonnefeld                           | Wied   |            |                      | Eisen                              | [ 15 ] |      |      |
| Polarstern      | Rüscheid                                | Wied   |            |                      | Eisen                              | |      |      |
| Rembold         | Oberraden                               | Wied   |            |                      | Eisen                              | [ 15 ] |      |      |
| Schott          | Oberhonnefeld                           | Wied   |            |                      | Eisen                              | [ 15 ] |      |      |
| Silberseifen    | Roßbach                                 | Wied   | 1793-08-23 | 1922                 | Spateisenstein, Blei, Kupfer, Zink | unterhalb Reifert; Oberer Stollen (ca. 50 m lang, auf 194 müNN), Mittlerer Stollen; Unterer Stollen (230 m lang, auf 154 müNN); als Lufschutz im 2. Weltkrieg verwendet | ⊙    |      |
| Stelldichein    | Niederhonnefeld                         | Wied   |            |                      | Eisen                              | [ 15 ] |      |      |
| Theodora        | Oberhonnefeld                           | Wied   |            |                      | Eisen                              | [ 15 ] |      |      |
| Ulme            | Oberhümmerich / Niederhümmerich         | Wied   |            |                      | Eisen                              | [ 15 ] |      |      |
| Vereinigung     | Niederhonnefeld                         | Wied   |            |                      | Eisen                              | [ 15 ] |      |      |
| Ziethen         | Niederhonnefeld                         | Wied   |            | Blei, Zink, Schwefel | [ 15 ]                             | |      |      |

### Verbandsgemeinde Unkel
| Name                | Ort            | Revier      | Beginn     | Ende       | Bodenschatz        | Anmerkungen | Lage |
| ------------------- | -------------- | ----------- | ---------- | ---------- | ------------------ | --- | ---- |
| Bolkhausens Erzlust | Rheinbreitbach | Brühl-Unkel |            |            | Kupfer?            | zu Sankt Josephsberg |      |
| Buscheid            | Unkel          | Brühl-Unkel |            |            |                    | | ⊙    |
| Carlsglück          | Rheinbreitbach | Brühl-Unkel |            |            | Kupfer?            | zu Sankt Josephsberg |      |
| Elvira              | Rheinbreitbach | Brühl-Unkel | 1838       |            | Kupfer             | Mutung am Engelbertschacht; 1841 verliehen und 1843 mit Laura und Marienberg zu St. Marienberg konsolidiert |      |
| Laura               | Rheinbreitbach | Brühl-Unkel | 1838       |            | Kupfer             | Mutung am Feldchacht; 1841 verliehen und 1843 mit Marienberg und Elvira zu St. Marienberg konsolidiert |      |
| Leopoldsegen        | Rheinbreitbach | Brühl-Unkel |            | 1872       | Blei, Zink, Kupfer | in der Nähe der Grube St. Josephsberg; gemeinschaftlichen Tiefbauschacht mit Schmelzer; 30 m Tiefe |      |
| Marienberg          | Bruchhausen    | Brühl-Unkel | 1838       |            | Kupfer             | Mutung am Gotthelfschacht; 1841 verliehen und 1843 mit Laura und Elvira zu St. Marienberg konsolidiert | ⊙    |
| Marienfreude        | Rheinbreitbach | Brühl-Unkel |            |            |                    | | ⊙    |
| Phinchen            | Erpel          | Brühl-Unkel |            |            |                    | | ⊙    |
| Schmelzer           | Rheinbreitbach | Brühl-Unkel |            | 1872       | Blei, Zink, Kupfer | in der Nähe der Grube St. Josephsberg; gemeinschaftlichen Tiefbauschacht mit Leopoldsegen; 30 m Tiefe | ⊙    |
| St. Josephsberg     | Rheinbreitbach | Brühl-Unkel | 16. Jh.    | 1882       | Kupfer, Phosphate  | Konsolidation am Virneberg; 1694 neu verliehen; auch als Virneberg bekannt; Tiefer Stollen (Virneberger-Grundstollen); Belegschaft 1744 - 80 Mann; 1840 Tiefbau; 120, 160, 180, 220-m-Sohle; bis 20 m mächtig; Alexanderschacht; Regentenschacht; Hadleyschacht; Förderung: 1854 - 53.506 Zentner, 1874 - 24.264 Zentner | ⊙    |
| St. Marienberg      | Rheinbreitbach | Brühl-Unkel | 1618 (vor) | 1874-05-04 | Kupfer             | Tiefer Stollen (800 m lang?); auch als Bergwerk im Siepen und St. Maria bekannt; am 20.3.1724 neu verliehen; 1816 Stollen aus dem Breitenbachtal; Feldschacht; Engelbertschacht; Gotthelfschacht (120 m tief); Eduardschacht; Julienschacht (18.09.1844; 1,3 × 3,5 × 195 m, 4 Sohlen); Eduardschacht; Wasserkünste; 1822 Neuer Schacht; Belegschaft 1751: 150 Bergleute; Kupferförderung 1800-1815: 3.709 Zentner Kupfer, 1854; 20.036 Zentner, 1855: 12.704 Zentner, 1874: 200 Zentner | ⊙    |
| Theresia            | Rheinbreitbach | Brühl-Unkel |            |            | Kupfer?            | zu Sankt Josephsberg |      |
| Virneberg           | Rheinbreitbach | Brühl-Unkel |            |            | Kupfer             | Leopoldschacht | ⊙    |
| Wodan               | Rheinbreitbach | Brühl-Unkel |            |            | Kupfer             | Leopoldschacht |      |